# انتون بروارنیک
انتون بروارنیک (اوکراینی: Антон Леонідович Броварник؛ زادهٔ ۲۰ نوامبر ۱۹۶۷) بازیکن فوتبال اهل اتحاد جماهیر شوروی سوسیالیستی است.
از باشگاه‌هایی که در آن بازی کرده‌است می‌توان به باشگاه فوتبال دینامو کی‌یف اشاره کرد.
وی همچنین در تیم ملی فوتبال USSR U18 بازی کرده‌است.